# Kommentar (datalogi)
Indenfor datalogi (især i programmering og konfiguration) er en kommentar en  menneskelæsbar forklaring eller anmærkning i kildekoden eller konfigurationsfilen.  Kommentarer tilføjes med formålet at gøre dem lettere for mennesker at forstå - og  kommentarer bliver almindeligvis ignoreret af oversættere og fortolkere. 
Kommentarers syntaks varierer meget med forskellige programmeringssprog og program konfigurationsfiler.
Kommentarer bliver nogle gange også behandlet på forskellige måder for at generere dokumentation eksternt fra kildekoden. Denne behandling foretages af dokumentationsgeneratorer - eller anvendes til integration med versionsstyringssystemer og andre slags eksterne programmeringsværktøjer.

## Yderligere læsning
- Movshovitz-Attias, Dana and Cohen, William W. (2013) Natural Language Models for Predicting Programming Comments. In Association for Computational Linguistics (ACL), 2013.